# Tartak (przystanek kolejowy)
Tartak – dawny wąskotorowy przystanek osobowy w Sulejowie, w województwie łódzkim, w Polsce.